# موتور محمد بنی‌اسدی
موتور محمد بنی‌اسدی یک منطقهٔ مسکونی در ایران است که در دهستان نهضت‌آباد واقع شده‌است. موتور محمد بنی‌اسدی ۳۴ نفر جمعیت دارد.